# Конуей (Южна Каролина)
Конуей (на английски: Conway) е град в Южна Каролина, Съединени американски щати, административен център на окръг Хори. Населението му е около 16 317 при преброяването през 2010 г. В него се намира университетът Coastal Carolina University.
Голяма част от сградите, които се намират в Конуей, са вписани в Националния регистър на исторически места. Измежду тях са сградата на градския съвет, проектирана от Робърт Милс, архитекта, проектирал и Вашингтонския монумент. След завършването на проекта Main Street USA през 1980 г., центъра на Конуей е съживен благодарение на множеството магазини и ресторанти, които отварят врати. Най-забележително и показно за обновяването на града е районът на Ривъруолк (Riverwalk), където можете да поседнете в някое заведение или да се разходите по протежението на река Уакамо.
В Конуей е роден писателят Уилям Гибсън (р. 1948).